# Luciana Santos
Luciana Barbosa de Oliveira Santos (Recife, 29 dicembre 1965) è una politica e ingegnera brasiliana, dal 2015 presidentessa del Partito Comunista del Brasile.
Dal 2023 è Ministra della Scienza, della Tecnologia e dell'Innovazione nel Governo Lula II.